# Kropiwnica (gmina Knyszyn)
Kropiwnica – kolonia w Polsce położona w województwie podlaskim, w powiecie monieckim, w gminie Knyszyn.
W latach 1975–1998 miejscowość administracyjnie należała do województwa białostockiego.